# ورزشگاه سیتی گراند
سیتی گراند (به انگلیسی: City Ground) نام ورزشگاه اختصاصی باشگاه ناتینگهام فارست در منطقه غرب بریج فورد ناتینگهام در شهرستان ناتینگهام شایر، انگلستان است و در کنار ساحل رود ترنت واقع است.
این ورزشگاه از سال ۱۸۹۸ زمین خانگی باشگاه ناتینگهام فارست می‌باشد. ظرفیت این ورزشگاه ۳۰٬۵۷۶ است و یکی از ورزشگاه‌های میزبان جام ملت‌های اروپا ۱۹۹۶ بود. سیتی گراند بیست و چهارمین ورزشگاه بزرگ در انگلستان می‌باشد.